# Christoph Klein
Christoph Klein (Kirchen, 1964) é um pediatra oncologista alemão. É desde 2011 diretor médico da Clínica Infantil e Policlínica Infantil Dr. von Haunersches Kinderspital da Klinikum der Universität München.

## Condecorações
- 2010: Prêmio Gottfried Wilhelm Leibniz, Deutsche Forschungsgemeinschaft
- 2011: Eva Luise Köhler Forschungspreis[1]
- 2011: Paul-Martini-Preis[2]
- 2014: Prêmio de Ciências Hector[3]